# تيباريث سينجوانتشا
تيباريث سينجوانتشا (بالتايلندية: เทพฤทธิ์ สิงห์วังชา)‏ مواليد 22 نوفمبر 1988 في محافظة ماها ساراخام، تايلاند، هو ملاكم محترف تايلندي يصنف ضمن فئة وزن الذبابة.

## إحصائيات
خاض خلال مسيرته 38 نزالا، فاز في 35 ولم يتعادل وخسر في 3. فاز بالضربة القاضية في 21 نزالا.

## روابط خارجية
- تيباريث سينجوانتشا على موقع بوكس ريك (الإنجليزية) (registration required)